# Désiré Linard
Pour les articles homonymes, voir Linard (homonymie).
 Désiré Linard, né le 29 octobre 1839 à Givet (Ardennes) et mort le 30 avril 1898 à Rethel (Ardennes), est un industriel et un homme politique français. 
Son rôle a été déterminant dans le développement de l'industrie du sucre, et dans les relations entre cette industrie et les agriculteurs. Il a été aussi maire, député et sénateur des Ardennes, pesant pour l'instauration et le maintien d'un régime républicain à un moment décisif de l'histoire de la Troisième République.

## Genèse
D’origine modeste, issu pour la branche paternelle de la province de Namur où son grand-père était charretier, son père est venu trouver du travail à Fromelennes comme fondeur de cuivre. Sa mère était fille d’un instituteur d’Houldizy. Sa famille était installée sur l’écart de Ripelle, entre Givet et Fromelennes. 
Né en octobre 1829 à Givet, il entre à l'École des arts et métiers de Châlons-sur-Marne, et en sort en 1859. Il travaille sous la direction de son frère Jules dans l'entreprise Cail, comme dessinateur puis comme ingénieur . Ils interviennent notamment pour l’industrie betteravière encore naissante.

## L'industriel
À 22 ans, il s'établit fabricant de sucre à Saint-Germainmont, avec deux de ses frères, Jules, à nouveau, et Fulgence. C’est la société « Linard Frères & Cie ». Ils ajoutent ensuite à cette première sucrerie celle d'Ecly dans le même département puis d’autres. Ils doivent aussi acquérir des fermes pour assurer l’alimentation de ces usines. En 1874, Désiré Linard crée la râperie de Villers-devant-le-Thour. Le principe déjà mis en pratique par son frère Jules dans l’Aisne est de râper les betteraves à proximité des champs, de les presser et d’envoyer le jus par canalisation vers la sucrerie la plus proche, ici Saint-Germainmont.

## L'homme politique
À la différence de ses frères, il se lance également dans la vie politique nationale et locale, au moment où la IIIe République traverse une période décisive. À une élection partielle du 9 décembre 1888 provoquée par la passage au Sénat de l'élu précédent, Désiré Linard se présente, comme candidat républicain, et est élu député des Ardennes contre Maurice Ternaux-Compans et contre un candidat boulangiste. Il s'installe, à l'assemblée, dans les rangs de la gauche,.

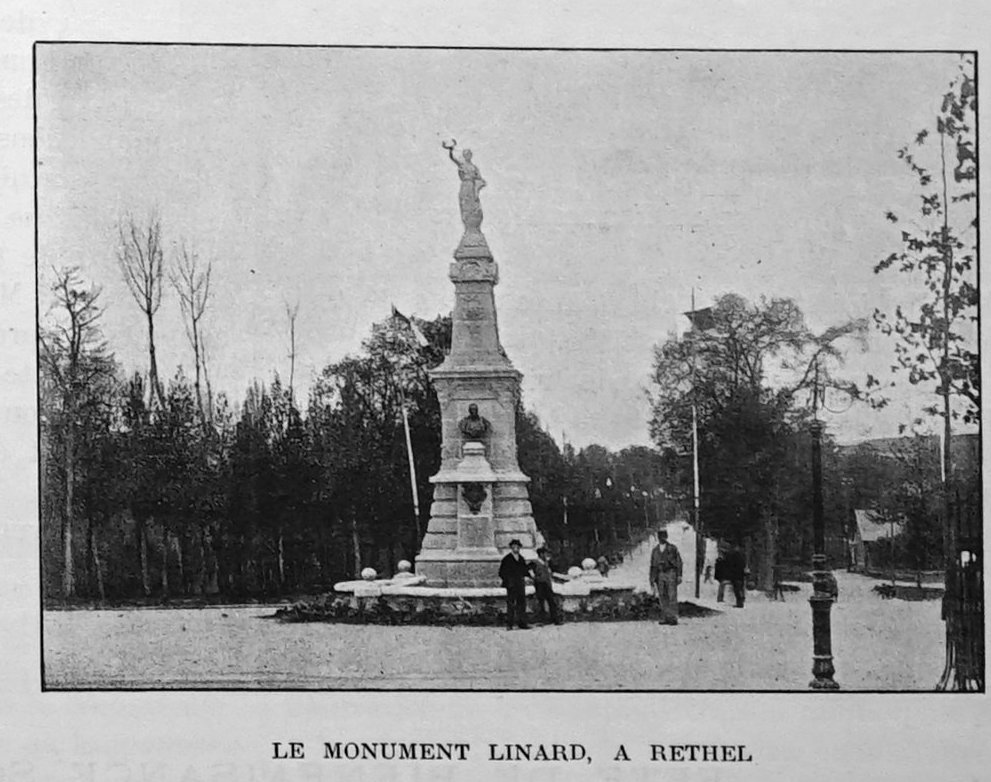
Sa statue à Rethel.

Candidat aux élections générales de 1889 dans la circonscription de Rethel, il conserve son siège. Il participe notamment, au sein de l'Assemblée, à la commission du travail, qui le charge du rapport sur le projet relatif à l'hygiène et la sécurité des travailleurs dans les établissements industriels. Il est aussi l'auteur de plusieurs propositions de lois et, notamment, d'une proposition instituant l'impôt sur le capital. 
En 1890, il se présente au conseil général pour le canton de Rethel et est élu. Il accède  ensuite à la vice-présidence de l'assemblée départementale. Il devient également maire de Saint-Germainmont, une commune du Sud des Ardennes, et proche du département de l'Aisne, qui a bénéficié fortement de l’activité industrielle qu’il y a créée, par les emplois induits. Le développement de l'industrie betteravière et le dynamisme des frères Linard a généré un débouché nouveau pour les agriculteurs de l’Aisne et des Ardennes. Il conserve son fauteuil de député lors du renouvellement de la Chambre en août 1893. Il fonde à Rethel une école d'agriculture, et un hospice à Saint-Germainmont,.
Une élection partielle provoquée dans son département des Ardennes par un décès lui permet de se présenter au Sénat, où il est élu le 6 février 1898. Toutefois, contraint par son état de santé à une activité réduite, il siège peu à la Haute Assemblée. Il meurt quelques mois après son élection au Sénat, le 30 avril 1898 à Rethel.
Il a été également membre du Conseil Supérieur de l'Agriculture, président du Cercle Agricole de Rethel (dont il avait été le fondateur), et Chevalier du Mérite agricole (le «poireau», comme était appelée de façon populaire cette décoration, de couleur verte).